# Åke Andersson
Åke Magnus Andersson (Gotemburgo, 22 de abril de 1917 - 20 de julio de 1983) fue un futbolista sueco. Además de disputar 165 partidos en la Allsvenskan, la principal liga de fútbol sueca, el extremo o media punta disputó doce partidos internacionales con la selección sueca a lo largo de su carrera. 

## Carrera profesional
Andersson empezó a jugar al fútbol en el BK Forward antes de fichar por el GAIS a través del Elisedals IS en 1935. Allí, «Carnera», como le apodaban, debutó en la Allsvenskan. En su segunda temporada en el club de Gotemburgo, logró hacerse con un puesto fijo en la delantera. En 1937, él y el club descendieron a la Segunda División. Tras una temporada en la segunda división, abandonó el club y el Gotemburgo.
Andersson regresó a la primera división y se incorporó al AIK. Aquí pudo ganarse enseguida un puesto de titular. Jugó siete temporadas para el club en la Allsvenskan. Terminó su carrera en 1946 en el Rålambshovs IF, de la liga inferior.
Andersson fue internacional sueco entre 1937 y 1941. Jugó un total de doce partidos internacionales y marcó dos goles. Formó parte de la selección nacional en el Mundial de 1938 y jugó su único partido del torneo en el partido por el tercer puesto contra Brasil.

## Notable
Folke, el hermano de Andersson, jugó brevemente en el GAIS de la Allsvenskan en la temporada 1946/47.